# 91. rakétaezred (USA)
A 91. rakétaezred (91st Missile Wing) az Amerikai Egyesült Államok Légierejének egyik interkontinentális ballisztikus rakétákkal felszerelt alakulata, amelynek feladata szükség esetén a világ bármely pontjára történő nukleáris csapásmérés.
Az egység - melyet még 1942-ben alapítottak 91. bombázócsoport néven, s B–17 Flying Fortress nehéz bombázó repülőgépeivel aktívan részt vett a második világháborúban, 1968. június 25-ével átfegyverezték LGM–30 Minuteman rakétákkal - Észak-Dakota szövetségi állam területén lévő bázisokon 24 órás készültséget ad a LGM–30 Minuteman III típusú, 13 ezer kilométer hatótávolságú interkontinentális ballisztikus rakétákkal. Parancsnoksága az észak-dakotai Minot Légibázison települ.

## Alegységek
- 91. Műveleti Csoport
  - 740. rakétaszázad
  - 741. rakétaszázad
  - 742. rakétaszázad
  - 91. Műveleti támogató század
  - 54. helikopteres század
- 90. Biztonsági Erők Csoport
- 90. Karbantartó Csoport

## Felszerelés
| Származási hely | Megnevezés                                                  | Mennyiség   | Megjegyzés                  |
| Felszerelés     | Felszerelés                                                 | Felszerelés | Felszerelés                 |
| --------------- | ----------------------------------------------------------- | ----------- | --------------------------- |
| USA             | LGM–30 Minuteman III interkontinentális ballisztikus rakéta | 150 db      | - Rakétaszázadonként 50 db. |

## Fordítás

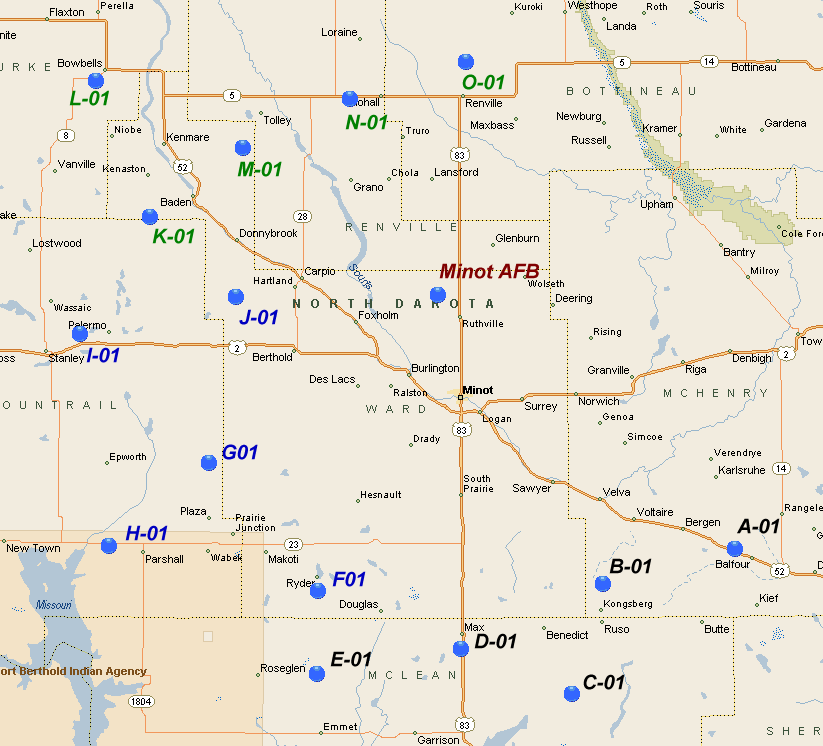
A 91. rakétaezred támaszpontjai
740. század (fekete)
741. század (kék)
742. század (zöld)

- Ez a szócikk részben vagy egészben a 91th Missile Wing című angol Wikipédia-szócikk ezen változatának fordításán alapul.  Az eredeti cikk szerkesztőit annak laptörténete sorolja fel. Ez a jelzés csupán a megfogalmazás eredetét és a szerzői jogokat jelzi, nem szolgál a cikkben szereplő információk forrásmegjelöléseként.